# Nicolas Conroux

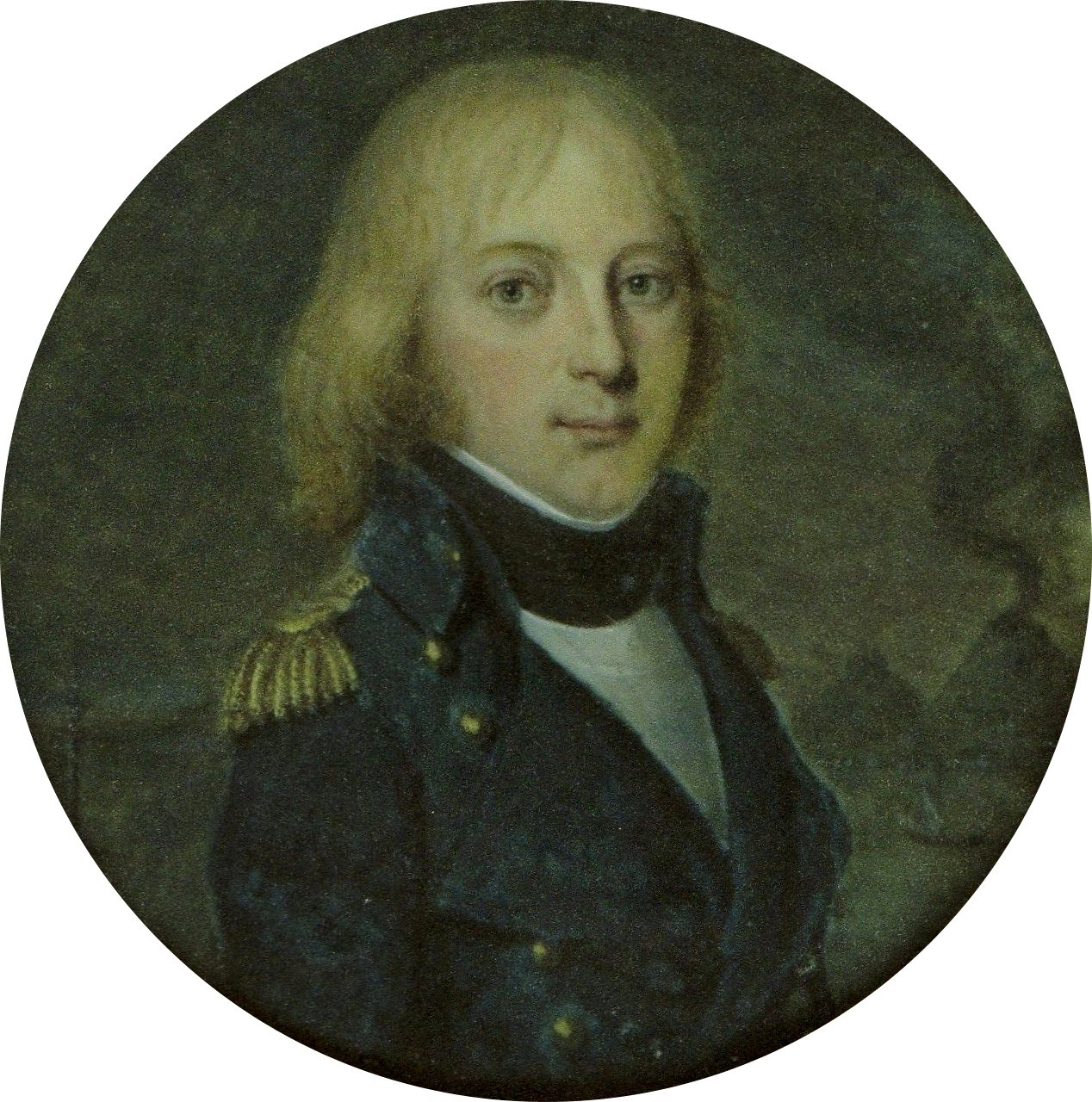
Nicolas Conroux

Nicolas François Conroux, Baron de Pépinville (* 17. Februar 1770 in Douai; † 11. November 1813 in Bayonne) war ein französischer Général de division der Infanterie.

## Leben
Mit 16 Jahren wurde Nicolas Conroux 1786 bei der Armee inskribiert und bereits sechs Jahre später zum Offizier befördert.
Er zeichnete sich in den beiden Schlachten um Arlon (9. Juni 1793 und 17./18. April 1794) und Fleurus (26. Juni 1796) aus. Er nahm an den Kämpfen bei Valvasone  und 1798 vor Neapel teil.
Nach der Schlacht bei Austerlitz (2. Dezember 1805) wurde Conroux seiner Tapferkeit wegen zum Général de brigade befördert. Als solcher nahm er an den Schlachten bei Heilsberg (10. Juni 1807), Friedland (14. Juni 1807), Aspern (21./22. Mai 1809) und Wagram (5./6. Juni 1809) teil.
Conroux kämpfte in den Napoleonische Kriege auf der Iberischen Halbinsel u. a. bei Oñoro (3./4. Mai 1811), Vitoria (21. Juni 1813) und Nivelle (10. November 1813). In letzterer wurde er sehr schwer verwundet und verstarb tags darauf im Feldlazarett.

## Ehrungen
- 1807 Commandeur der Ehrenlegion
- 1808 Baron de l’émpire
- Sein Name findet sich am östlichen Pfeiler (16. Spalte) des Triumphbogens am Place Charles-de-Gaulle (Paris)